# 曙光乡 (广南县)
曙光乡，是中华人民共和国云南省文山壮族苗族自治州广南县下辖的一个乡镇级行政单位。

## 行政区划
曙光乡下辖以下地区：
空山村、鸡街村、田新寨村、田房村、牛泥塘村和马堡村。